# NK GOŠK Gabela
NK GOŠK bosanskohercegovački je nogometni klub iz mjesta Gabela kod Čapljine. Osnovan je 1919. godine.

## Imena kroz povijest
Tijekom povijesti klub se zvao:
- 1919. – 1926. – Zmaj
- 1926. – 1935. – Seljačka sloga
- 1935. – 1941. – Seljački športski klub (SŠK)
- 1948. – 1949. – NK Zmaj
- 1949. – 1958. – NK Sloga
- 1958. – danas – GOŠK Gabela

## Povijest
GOŠK je osnovan 1919. godine u Gabeli kao Zmaj. Andrija Korda i Vidan Krvavac prvi su u Gabelu donijeli pravu kožnu loptu iz Mostara. Istog ljeta 1919. godine osnovana su u dolini Neretve još dva kluba Neretva Metković i Uskok Čapljina Prvu nogometnu loptu u Metković donijeli su studenti iz švicarskog grada St. Gallen Andro Mrčić i Ranko Paranos, a u Čapljinu praški student Aleksa Spahić. U to vrijeme, pa i mnogo godina kasnije, u dolini Neretve nije bilo nikakve nogometne organizacije, a prijateljske utakmice igrane u najčešće na običnim ledinama za Ilindan u Metkoviću, za Stipandan u Gabeli i za Veliku Gospu u Trebižatu. Mladići iz Gabele igrali su nogomet gotovo svaki dan tijekom ljetnih mjeseci. Tih godina FK Zmaj nije imao predsjednika, trenera, tajnika, oružara itd. Sve te dužnosti obavljali su sami nogometaši.
Pod utjecajem politike Hrvatske seljačke stranke koja je u Gabeli imala veliki broj pristaša, 1926. godine na Brijegu je sagrađen Hrvatski seljački dom na čijem je katu svoje prve klupske prostorije dobio i nogometni klub. Tih dana, povodom posjete Stjepana Radića, vođe Hrvatske seljačke stranke, ovom kraju, u Gabeli je promijenjen naziv nogometnog kluba u Seljačka sloga. U znak sjećanja na te događaje, pored ostalog, posađeno je i više sadnica lipe ispred i oko Hrvatskog seljačkog doma na Brijegu, a jedna od njih ispred Suškove kuće i danas je živa.
Klub 1935. godine, pod pritiskom srpskih radikalnih krugova mijenja naziv u Seljački športski klub koji tijekom Drugog svjetskog rata (1941. – 1945.) praktično prestaje s radom, a nakon rata veoma brzo obnavlja se rad kluba pod imenom NK Zmaj. Glavni kreator tadašnjih nogometnih zbivanja u Gabeli bio je Drago Sušak koji je bio trener, organizator utakmica i sudaca. Kasnije klub dobiva ime NK Sloga. Godine 1958. na prijedlog Milorada – Milke Mandrape na skupštini u Gornjoj osnovnoj školi u Gabeli jednoglasno je donesena odluka da nogometni klub nosi ime GOŠK (Gabeoski omladinski športski klub).

### Premijer liga
U sezoni 2010./11. osvojili su prvo mjesto u Prvoj ligi FBiH, te od sezone 2011./12. nastupaju u Premijer ligi BiH. Prvu utakmicu u elitnom rangu natjecanja igrali su u gostima protiv Slavije 7. kolovoza 2011. kada su poraženi 1:0. GOŠK je u premijernoj sezoni osvojio 13. mjesto.
Sezone 2012./13. za trenera GOŠK-a došao je poznati hrvatski trener, Hajdukova legenda Ivan Katalinić. Iste sezone ispadaju iz lige kao petneaestoplasirana momčad. U sezoni 2016./17. ponovno osvajaju Prvu ligu FBiH što im donosi novi plasman u Premijer ligu.

## Stadion
GOŠK domaće utakmice igra na stadionu "Perica – Pero Pavlović" (nekadašnjeg naziva Podavala). Prvu povijesnu utakmicu u Premijer ligi GOŠK je odigrao na svom stadionu u četvrtom kolu protiv Leotara iz Trebinja (2:1). Prethodnu utakmicu igrali su na stadionu Bare u Čitluku zbog neimanja licence za svoj stadion u Gabeli. GNK Dinamo Zagreb je GOŠK-u poklonio 5000 stolica koje su skinute sa stadiona Maksimir prilikom renoviranja istog. U prvoj fazi predviđeno je postavljanje 3000 stolica.

## Mlađe uzrasne kategorije
Juniori i kadeti GOŠK-a igraju u Omladinskoj premijer ligi BiH, dok se pioniri i predpioniri natječu u Omladinskoj ligi HNŽ. U sezoni 2013./14. juniori su osvojili Omladinsku ligu BiH – Jug, a potom i 2. mjesto na doigravanju za prvaka FBiH. U finalu su poraženi od FK Sarajevo rezultatom 2:1. Nakon što su u sezoni 2015./16. ponovno osvojili Omladinsku ligu postali su i prvaci FBiH nakon pobjede nad bihaćkim Jedinstvom na doigravanju za prvaka FBiH.

## Uspjesi
- Prva liga FBiH:
  - Prvak (3): 2010./11.,  2016./17.,  2022./23.
  - Doprvak (3):  2007./08.,  2014./15.,  2021./22.
- Druga liga FBiH – Jug:
  - Prvak (1): 2002./03.

## Plasman po sezonama
| Sezona    | Liga                         | Rang | Plasman | Bodovi |
| --------- | ---------------------------- | ---- | ------- | ------ |
| 1959./60. | Podsavezna liga Mostar       | IV.  | 4.      | 10     |
| 1960./61. | Podsavezna liga Mostar       | IV.  | 1. ↑    | 15     |
| 1961./62. | Zonska liga Mostar           | III. | 11. ↓   | 16     |
| 1962./63. | Podsavezna liga Mostar       | IV.  | 1. ↑    | 12     |
| 1963./64. | Hercegovačka zona            | III. | 12. ↓   | 8      |
| 1964./65. |                              |      |         |        |
| 1965./66. |                              |      |         |        |
| 1966./67. |                              |      |         |        |
| 1967./68. |                              |      |         |        |
| 1968./69. |                              |      |         |        |
| 1969./70. |                              |      |         |        |
| 1970./71. | Hercegovačka nogometna zona  | III. | 12.     | 20     |
| 1971./72. |                              |      |         |        |
| 1972./73. |                              |      |         |        |
| 1973./74. | Hercegovačka nogometna zona  | IV.  | 5.      | 36     |
| 1974./75. | Hercegovačka nogometna zona  | IV.  | 6.      | 43     |
| 1975./76. | Hercegovačka nogometna zona  | IV.  | 7.      | 34     |
| 1976./77. | Hercegovačka nogometna zona  | IV.  | 13.     | 26     |
| 1977./78. |                              |      |         |        |
| 1978./79. | Međuopćinska liga Mostar     | V.   | 10.     | ?      |
| 1979./80. |                              |      |         |        |
| 1980./81. |                              |      |         |        |
| 1981./82. |                              |      |         |        |
| 1982./83. |                              |      |         |        |
| 1983./84. |                              |      |         |        |
| 1984./85. |                              |      |         |        |
| 1985./86. |                              |      |         |        |
| 1986./87. |                              |      |         |        |
| 1987./88. |                              |      |         |        |
| 1988./89. |                              |      |         |        |
| 1989./90. |                              |      |         |        |
| 1990./91. |                              |      |         |        |
| 1991./92. |                              |      |         |        |
| 1993./94. | Prva liga Herceg-Bosne       | I.   | 9.      | –      |
| 1994./95. | Prva liga Herceg-Bosne – Jug | I.   | 7.      | 23     |
| 1995./96. | Prva liga Herceg-Bosne – Jug | I.   | 4.      | 22     |
| 1996./97. | Prva liga Herceg-Bosne       | I.   | 8.      | 41     |
| 1997./98. | Prva liga Herceg-Bosne       | I.   | 8.      | 43     |
| 1998./99. | Prva liga Herceg-Bosne       | I.   | 11.     | 30     |
| 1999./00. | Prva liga Herceg-Bosne       | I.   | 10.     | 25     |
| 2000./01. | Prva liga FBiH               | II.  | 13. ↓   | 33     |
| 2001./02. | Druga liga FBiH – Centar 2   | III. | 5.      | 38     |
| 2002./03. |                              |      |         |        |
| 2003./04. | Prva liga FBiH               | II.  | 8.      | 40     |
| 2004./05. | Prva liga FBiH               | II.  | 10.     | 39     |
| 2005./06. | Prva liga FBiH               | II.  | 8.      | 46     |
| 2006./07. | Prva liga FBiH               | II.  | 6.      | 45     |
| 2007./08. | Prva liga FBiH               | II.  | 2.      | 49     |
| 2008./09. | Prva liga FBiH               | II.  | 6.      | 46     |
| 2009./10. | Prva liga FBiH               | II.  | 6.      | 46     |
| 2010./11. | Prva liga FBiH               | II.  | 1. ↑    | 56     |
| 2011./12. | Premijer liga                | I.   | 13.     | 33     |
| 2012./13. | Premijer liga                | I.   | 15. ↓   | 30     |
| 2013./14. | Prva liga FBiH               | II.  | 7.      | 42     |
| 2014./15. | Prva liga FBiH               | II.  | 2.      | 57     |
| 2015./16. | Prva liga FBiH               | II.  | 8.      | 45     |
| 2016./17. | Prva liga FBiH               | II.  | 1. ↑    | 56     |
| 2017./18. | Premijer liga                | I.   | 7.      | 45     |
| 2018./19. | Premijer liga                | I.   | 12. ↓   | 23     |
| 2019./20. | Prva liga FBiH               | II.  | 4.      | 28     |
| 2020./21. | Prva liga FBiH               | II.  | 7.      | 43     |
| 2021./22. | Prva liga FBiH               | II.  | 2.      | 66     |
| 2022./23. | Prva liga FBiH               | II.  | 1. ↑    | 64     |
| 2023./24. | Premijer liga                | I.   | 9.      | 34     |
| 2024./25. | Premijer liga                | I.   | 11. ↓   | 16     |

## Poznati bivši igrači i treneri

### Igrači
- Stadion "Perica – Pero Pavlović" na kojem GOŠK igra svoje domaće utakmice Andrija Anković
- Nikica Jelavić
- Fulvio Poropat

### Treneri
- Ivan Katalinić
- Darko Dražić
- Damir Borovac
- Davor Mladina
- Slaven Musa
- Milomir Odović
- Boris Gavran
- Stanko Mršić
- Mato Neretljak

## Memorijalni turnir Andrija Anković
Od 1986. (nije se igralo od 1992. – 1995. zbog rata) GOŠK na svom stadionu organizira memorijalni turnir Andrija Anković, koji se najčešće održava u veljači. Na turniru često zaigraju i momčadi: Dinama, Zrinjskog, Neretve, Širokog Brijega i splitskog Hajduka, u čijem je dresu Anković odigrao 146 utakmica uz 64 pogotka od 1958. – 1964. godine.

## Zanimljivosti
Na klupskom grbu prisutan je lav sv. Marka. U Gabeli se nalazi jedini sačuvani kip lava sv. Marka na teritoriju Bosne i Hercegovine.

## Vanjske poveznice
- Službena web-stranica